# Phaonia semicarina
Phaonia semicarina är en tvåvingeart som beskrevs av Fan 1996. Phaonia semicarina ingår i släktet Phaonia och familjen husflugor. Inga underarter finns listade i Catalogue of Life.